# あわわ
株式会社あわわ（AWAWA Corporation）は、徳島県徳島市にある出版社。

## 概要
徳島県内向けにフリーペーパータウン情報誌「あわわfree」や「めぐる、」を発行。
かつては月刊誌として10・20代向けの「あわわ」、20・30代向けの「ASA」（アーサ）、40・50代向けの「050」を発行していたが、2012年に整理統合を行った結果、あわわfreeとGeenの2誌体制となった。その後2020年にGeenが休刊し、「めぐる、」を創刊。
2005年からは同じくセーラー広告の子会社であるホットカプセルから引き継ぐ形で香川県内向けにタウン情報誌「TJかがわ」を発行したが、2011年にセーラー広告に発行および関連する事業を譲渡した。
社長を務めた坂田千代子（現・会長）は、2018年5月から徳島経済同友会代表幹事に就任している。

## 沿革
- 1981年3月 - 「あわわ」創刊。
- 1984年4月27日 - 株式会社あわわ設立。
- 1986年 - タウン情報全国ネットワーク加盟。
- 1988年 - 「ASA」創刊。
- 2003年 - 高松市に本社を置く広告会社セーラー広告に株式を譲渡、完全子会社化。
- 2005年6月1日 - セーラー広告の子会社で、「TJかがわ」などを出版するホットカプセル（清算）の出版事業を引き継ぐ。
- 2011年4月 - 「TJかがわ」に関する事業をセーラー広告に譲渡。
- 2017年 - 株式会社ワイヤーオレンジの全事業を引き継ぎ、ワイヤーママを発行[4]。

## 発行物

### 刊行中
- めぐる、
- あわわfree
- ワイヤーママ徳島版 - 月刊無料育児雑誌

### 刊行終了
- ASA
- 050
- Geen